# True (álbum de L'Arc~en~Ciel)
True é o quarto álbum de estúdio da banda japonesa L'Arc~en~Ciel, lançado em 12 de dezembro de 1996 pela Ki/oon Records. O álbum incluiu quatro singles, "Kaze ni Kienaide", "Flower", "Lies and Truth" e "The Fourth Avenue Cafe". O último single foi cancelado e lançado apenas em 2006, após o baterista Sakura ser preso por posse ilegal de heroína. Por conta disso, este foi o último álbum da banda com ele.
True e os outros álbuns do grupo foram remasterizados e relançados em 18 de maio de 2022 na box limitada L'Album Complete Box -Remastered Edition-.

## Recepção e legado
Foi o primeiro álbum da banda a atingir a primeira posição nas paradas Oricon Albums Chart e vendeu mais de um milhão de cópias, sendo certificado pela RIAJ. Foi também classificado como um dos melhores álbum de 1989 a 1998 em uma edição de 2004 da revista Band Yarouze.
Hiyori Isshiki do Kiryu citou True como seu álbum favorito.

## Faixas
Todas as letras escritas por Hyde, exceto a faixa 5, escrita por Sakura.
| N.º            | Título                                           | Música         | Duração |  |
| 1.             | "Fare Well"                                      | Ken            | 4:57    |  |
| 2.             | "Caress of Venus"                                | kKen           | 4:25    |  |
| 3.             | "Round and Round"                                | Hyde           | 3:25    |  |
| 4.             | "Flower"                                         | Hyde           | 4:58    |  |
| 5.             | "Good-Morning Hide"                              | Hyde           | 5:02    |  |
| 6.             | "The Fourth Avenue Cafe"                         | Ken            | 5:03    |  |
| 7.             | "Lies and Truth ("True" Mix)"                    | Ken            | 5:52    |  |
| 8.             | "Kaze ni Kienaide ("True" Mix) (風にきえないで)" | Tetsu          | 4:37    |  |
| 9.             | "I Wish"                                         | Tetsu          | 4:35    |  |
| 10.            | "Dearest Love"                                   | Tetsu          | 6:47    |  |
| Duração total: | Duração total:                                   | Duração total: | 49:45=  |  |

## Créditos
L'Arc~en~Ciel
- Hyde – vocal, vocais de apoio, gaita na faixa 4, palmas na faixa 9
- Ken – guitarra, backing vocals, vibrafone na faixa 2, pandeiro na faixa 5, palmas na faixa 9
- Tetsu – baixo, backing vocals, palmas na faixa 9
- Sakura – bateria, backing vocals, palmas na faixa 9[6]

Outros
- Asuka Kaneko – violino nas faixas 1 e 10, cordas na faixa 7
- Shinobu Hashimoto – violoncelo nas faixas 1 e 10
- Take – pandeiro nas faixas 3 e 6
- Shinri Sasaki – voz feminina na faixa 4
- NARGO (Tokyo Ska Paradise Orchestra) – trompete na faixa 6[6]
- Masahiko Kitahara (Tokyo Ska Paradise Orchestra) – trombone na faixa 6
- Tatsuyuki Hiyamuta (Tokyo Ska Paradise Orchestra) – saxofone alto na faixa 6
- GAMO (Tokyo Ska Paradise Orchestra) – saxofone tenor na faixa 6
- Atsushi Yanaka (Tokyo Ska Paradise Orchestra) – saxofone barítono na faixa 6
- Yasushi Nakanishi – piano, orgão na faixa 9
- Jake H. Concepcion – Sax alto, clarinete na faixa 9
- Susumu Kazuhara – trompete na faixa 9
- Kiyoshi Okatarou – trombone na faixa 9
- Hirofumi Kinjou – sax tenor na faixa 9
- Yusaku, Reiko, Nozomi, Yukari, Toshiyuki – vozes infantis na faixa 9
- Takako Ogawa – voz feminina na faixa 10[8]